# Авілес
Авілес (ісп. Avilés) — муніципалітет в Іспанії, у складі автономної спільноти Астурія. Населення — 75 877 осіб (2022).
Муніципалітет розташований на відстані близько 390 км на північний захід від Мадрида, 22 км на північ від Ов'єдо.
Муніципалітет складається з таких паррокій: Авілес, Коррос, Ентревіньяс, Лавіана, Міранда, Наварро.

## Демографія
Динаміка населення (INE ):

## Уродженці
- Естебан Суарес (*1975) — іспанський футболіст, воротар.

- Серхіо Фернандес Гонсалес (*1977) — іспанський футболіст, захисник.

## Галерея зображень

Розташування муніципалітету Авілес в Астурії
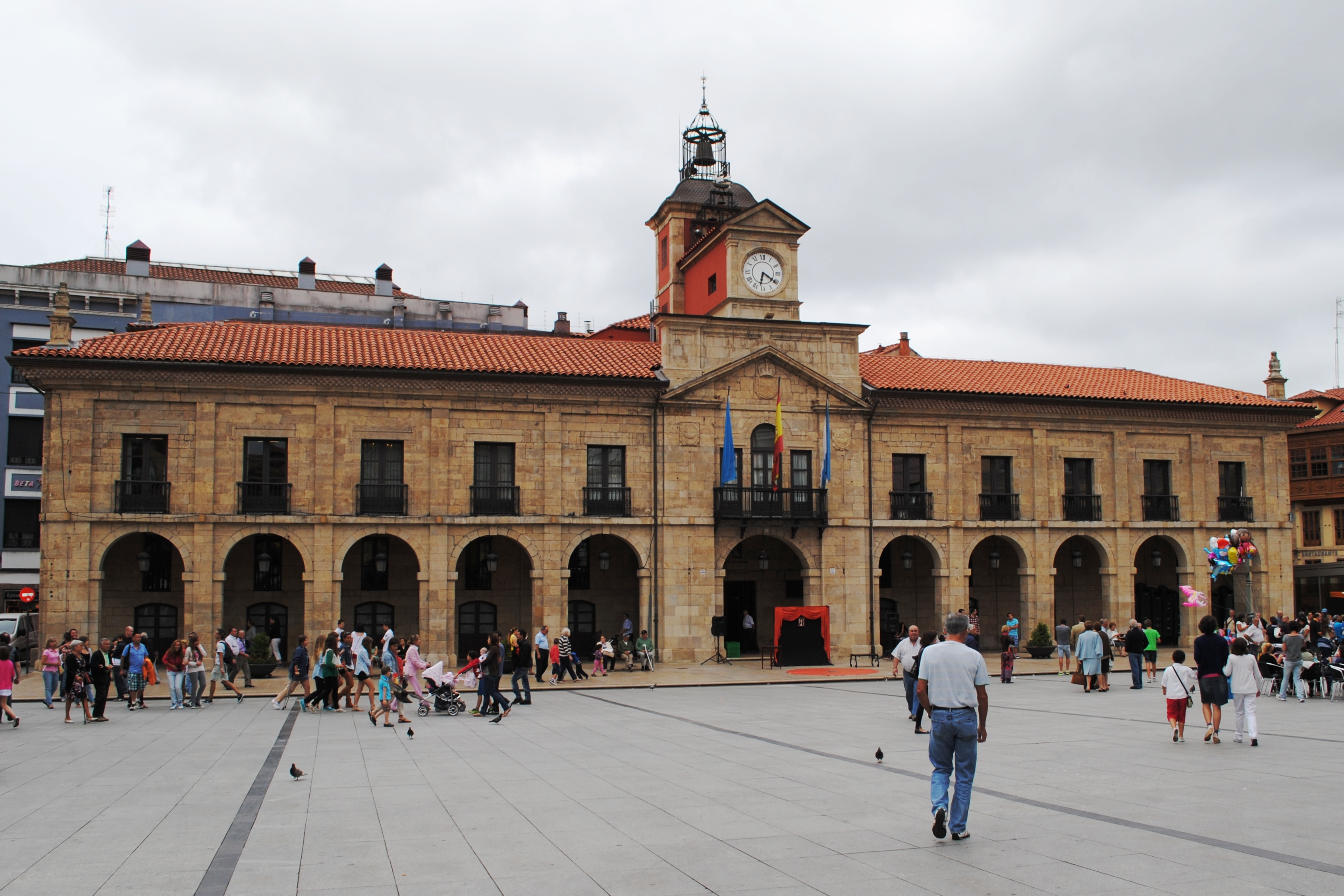
Муніципальна рада
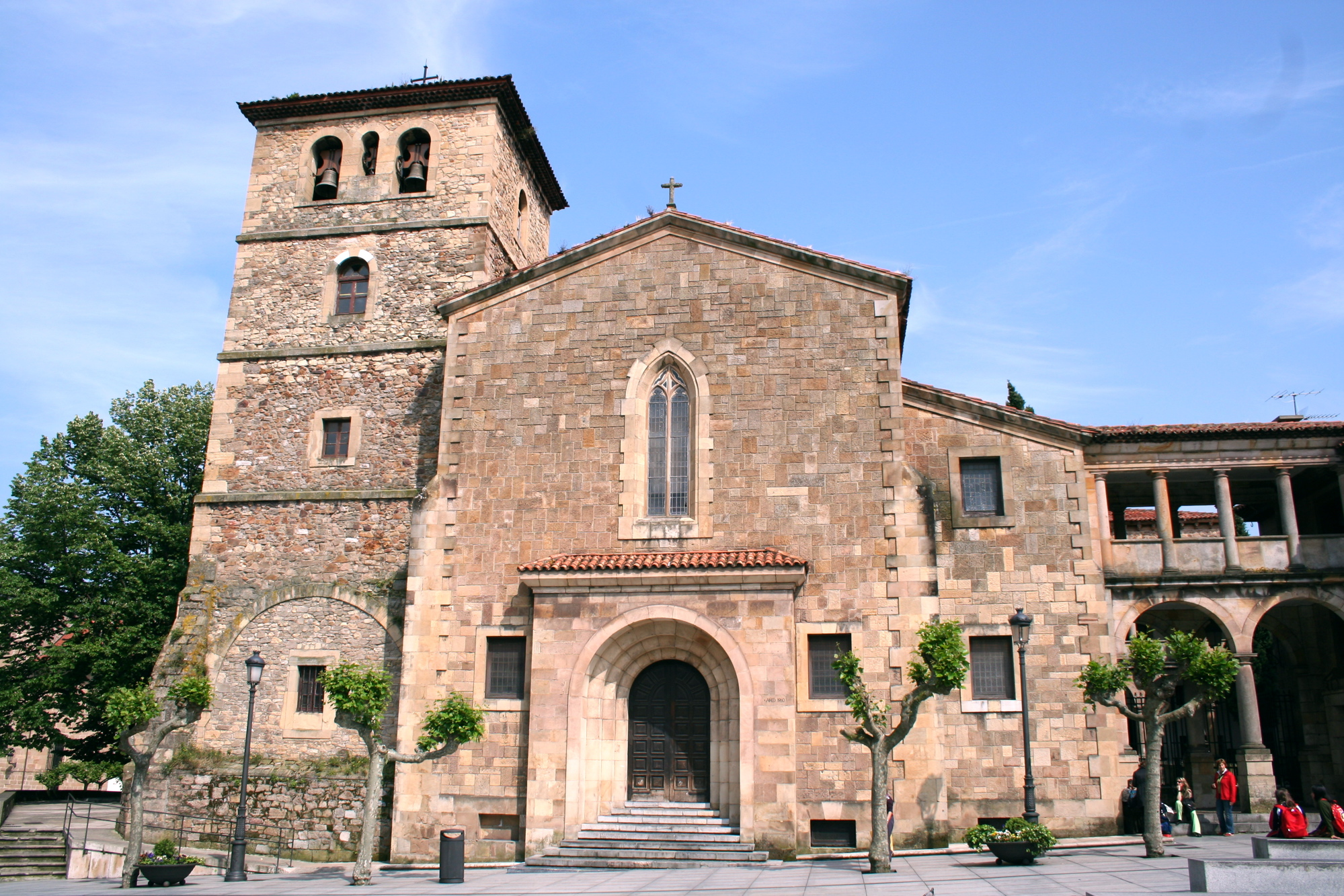
Церква Сан-Ніколас-де-Барі